# Fantino Cocco
Fantino Cocco (Pennapiedimonte, 21 ottobre 1936 – Padova, 29 luglio 2007) è stato un giornalista italiano.

## Biografia
Abruzzese di nascita, visse a Padova gran parte della sua vita adulta.
Giornalista professionista dal 1957, collaborò con i bolognesi Stadio e Resto del Carlino prima di un breve periodo al Mattino di Padova e, dal 1978, al Gazzettino, dei cui servizi sportivi divenne responsabile nel 1981.
Dedito principalmente a ciclismo e calcio, narrò le gesta del Padova, club al quale dedicò due monografie uscite a cavallo tra gli anni ottanta e i novanta; dopo la pensione, fu per un periodo, sotto la gestione societaria di Cesare Viganò, addetto stampa del club e consigliere comunale ad Albignasego, suo comune di residenza.
Morì a Padova di tumore al polmone il 29 luglio 2007.
Al suo nome è intitolato dal 2017 un memorial di street soccer che si tiene ad Albignasego; nello stesso comune, l'anno successivo, gli fu intitolato il locale palazzetto dello sport.

## Opere
- Fantino Cocco e Paolo Donà, 77 volte Padova: 1910-1987, Padova, Pragmark, 1987.
- Fantino Cocco e Paolo Donà, Quartostadio. Il Calcio Padova giorno dopo giorno, Tarvisio, Eurograf, 1992.